# 高村寿一
高村 寿一（たかむら じゅいち、1938年??月??日 - ）は、日本の経済学者。武蔵野大学現代社会学部教授。

## 人物
東京都出身。1961年、早稲田大学政治経済学部卒業。同年日本経済新聞社入社。産業部記者、論説委員論説副主幹などを経て現職。
著書に『日本産業史』（共編・日本経済新聞社）、『証言戦後経済史』（同）、『ベーシック日本経済の新課題』（日本経済新聞社）他がある。
（本データはこの書籍が刊行された当時に掲載されていたものです　https://nikkeibook.nikkeibp.co.jp/author/68195 『ベーシック　経営入門 日経文庫』より）